# Armored Core 3
Armored Core 3 es un videojuego de mecha de la serie Armored Core.

## Descripción
Situado en un posapocalíptico futuro, Armored Core 3 describe una sociedad subterránea llamado "Layered". Layered está gobernada por una IA simplemente conocida como "El Contralor", y este dicta casi todo lo que continúa en este mundo. Las dos mayores corporaciones, las industrias Mirage y Crest, 	
y uno un poco más pequeño llamado Kisaragi, compiten por la dominación y el control de la tierra y los bienes de Layered. Algo no anda bien con el controlador sin embargo, y las cosas raras resultan que podría ir hasta a fin de que sugerir que el sistema lógico falle...

### Ambiente
- The Controller  - Una inteligencia artificial omnipresente responsable de mantener todos los aspectos del refugio subterráneo de la humanidad, Layered. La influencia The Controller es tan penetrante, tan fuertemente entretejida en hasta las facetas más pequeñas de la vida diaria, que su existencia es raramente dada un segundo pensamiento. Las vidas de todos quiénes moran en Acodado le son inextricablemente atadas, y todas las decisiones principales que ellos hacen son decididas para ellos por el Regulador. Mandado a como 'Se zambulló' en el lanzamiento japonés.
- Mirage - Al principio un fabricante de máquina industrial, el Espejismo ha madurado en una de las casas de desarrollo de corriente alterna principales de la era. La compañía espera reforzar adelante su posición ganando el acceso al Regulador y administrando su poder de beneficiar el orden del día del Espejismo. Sin embargo, este plan tiene que ser realizado aún debido al miedo de las represalias del Regulador deberían ellos intentar actuar y fallar.
- Crest - El competidor principal de Mirage, la Crest al principio subió al poder como una preocupación de bioingeniería antes de desviar sus esfuerzos en el campo del desarrollo de parte de corriente alterna. Crest está tan impaciente para ampliar sus intereses como el Mirage, pero está poco dispuesta a conseguir este final manipulando al The Controller; en la opinión de la Crest, el sistema corriente es el mejor que alguien pueda esperar. Esta diferencia en la percepción coloca Crest y Espejismo en desacuerdo.
- Kisaragi - Como cualquier entidad corporativa, Kisaragi se esfuerza por crecer tanto su línea de productos como la cuota de mercado, pero dado su algo pequeño tamaño en comparación con Crest y Mirage, solo empuja el sobre cuando una ventaja clara existe. Las aspiraciones de Kisaragi para el poder se centran principalmente en el sobrepaso sus rivales corporativos y ellos toman un acercamiento muy moderado en cuanto al Controller. Kisaragi se rompió en el campo de desarrollo de corriente alterna después de un período acertado como un fabricante de ordenador, y también parece trabajar en el campo de bioingeniería e investigación. Kisaragi ahora espera su tiempo, que espera oportunidades de aumentar sus propios recursos, tamaño e influencia.
- Union - Un grupo de rebelde subterráneo cuyos miembros principales consisten en intelectuales vehementemente contravino a la regla incontestada del The Controller de Layered. A causa de esta postura, la Crest considera la Unión como la amenaza más seria de Layered, y ha salido de su modo de tratar de eliminarlos. Mientras tanto, la Unión permanece convencida de que algo está mal en Layered y ha ido a fin de que afirmar que el Controller funciona mal.
- Global Cortex - Una organización única, la Corteza Global es el intermediario entre clientes corporativos y mercenarios de alquiler. Estos mercenarios, más comúnmente referidos como Cuervos, son pilotos que hacen funcionar las unidades mecanizadas masivas conocidas como Corazones Armados. Aunque la Corteza Global trabaje estrechamente con todas las corporaciones de Layered, esto mantiene un nivel estricto de la neutralidad y no hace el lado con cualquiera de ellos.
- Laine Meyers - Gerente de enlace de Corteza Global responsable del apoyo de comunicaciones y asignaciones de misión del jugador.

## Jugabilidad
Como Armored Core y Armored Core 2, se le pide una misión de prueba para ver si son lo suficientemente talentosos para unirse al grupo de mercenarios denominado Mundial de Cortex. Nuevas funciones de Armored Core 3 incluyen consortes (aliados adicionales que pueden obtenerse para ayudarle en una misión), desmontable armas (con lo que la disminución de su peso total y el aumento de velocidad), y un nuevo núcleo de clasificación, más allá de la órbita (EO), que los sacrificios Overboost de poder y le permite desplegar un empotrado, autónomo de armas en su núcleo.

## Serie de videojuegos
| Nombre                          | Año  |  |
| ------------------------------- | ---- |  |
| Amored Core                     | 1997 |  |
| Armored Core: Project Phantasma | 1997 |  |
| Armored Core: Master of Arena   | 1999 |  |
| Armored Core 2                  | 2000 |  |
| Armored Core 2: Another Age     | 2001 |  |
| Armored Core 3                  | 2002 |  |
| Silent Line: Armored Core       | 2003 |  |
| Armored Core: Nexus             | 2004 |  |
| Armored Core: Nine Breaker      | 2004 |  |
| Armored Core: Formula Front     | 2004 |  |
| Armored Core: Last Raven        | 2005 |  |
| Armored Core 4                  | 2006 |  |
| Armored Core: for Answer        | 2008 |  |